# Kamionka (powiat ostródzki)
Kamionka – wieś w Polsce położona w województwie warmińsko-mazurskim, w powiecie ostródzkim, w gminie Morąg.
| SIMC    | Nazwa | Rodzaj |
| ------- | ----- | ------ |
| 0482571 | Anin  | osada  |

W latach 1975–1998 miejscowość należała administracyjnie do województwa olsztyńskiego.
W roku 1973 wieś należała do powiatu morąskiego, gmina Morąg, poczta Dobrocin.